# Sargus natalense
Sargus natalense är en tvåvingeart som först beskrevs av Lindner 1961.  Sargus natalense ingår i släktet Sargus och familjen vapenflugor. Inga underarter finns listade i Catalogue of Life.